# Nick Rogers
Nicholas Robert „Nick“ Rogers (* 4. März 1977 in Southampton) ist ein ehemaliger britischer Segler.

## Erfolge
Nick Rogers nahm dreimal mit Joe Glanfield an Olympischen Spielen in der 470er Jolle teil. Bei den 2000 verpassten sie  in Sydney als Vierter noch knapp einen Medaillengewinn, ehe sie vier Jahre darauf in Athen den Gewinn der Silbermedaille erreichten. Mit 74 Punkten blieben sie dabei nur drei Punkte hinter den Olympiasiegern aus den Vereinigten Staaten, Kevin Burnham und Paul Foerster. Bei den Olympischen Spielen 2008 in Peking waren die beiden Australier Nathan Wilmot und Malcolm Page zu stark für die übrige Konkurrenz, während Rogers und Glanfield mit diesmal 75 Punkten erneut den zweiten Platz vor dem französischen und dem niederländischen Boot belegten, die jeweils 78 Punkte erzielten. Bei Weltmeisterschaften sicherte er sich mit Glanfield 2001 in Koper und 2005 in San Francisco jeweils Silber sowie 2004 in Zadar Bronze. 2004 und 2005 wurden die beiden zudem Europameister.